# 阿尔科雷
阿尔科雷（義大利語：Arcore），是意大利蒙萨和布里安萨省的一个市镇。总面积9平方公里，人口17636人，人口密度1959.6人/平方公里（2009年）。ISTAT代码为015008。

## 友好城市
- 義大利科里纳尔多